# Wilde Maus

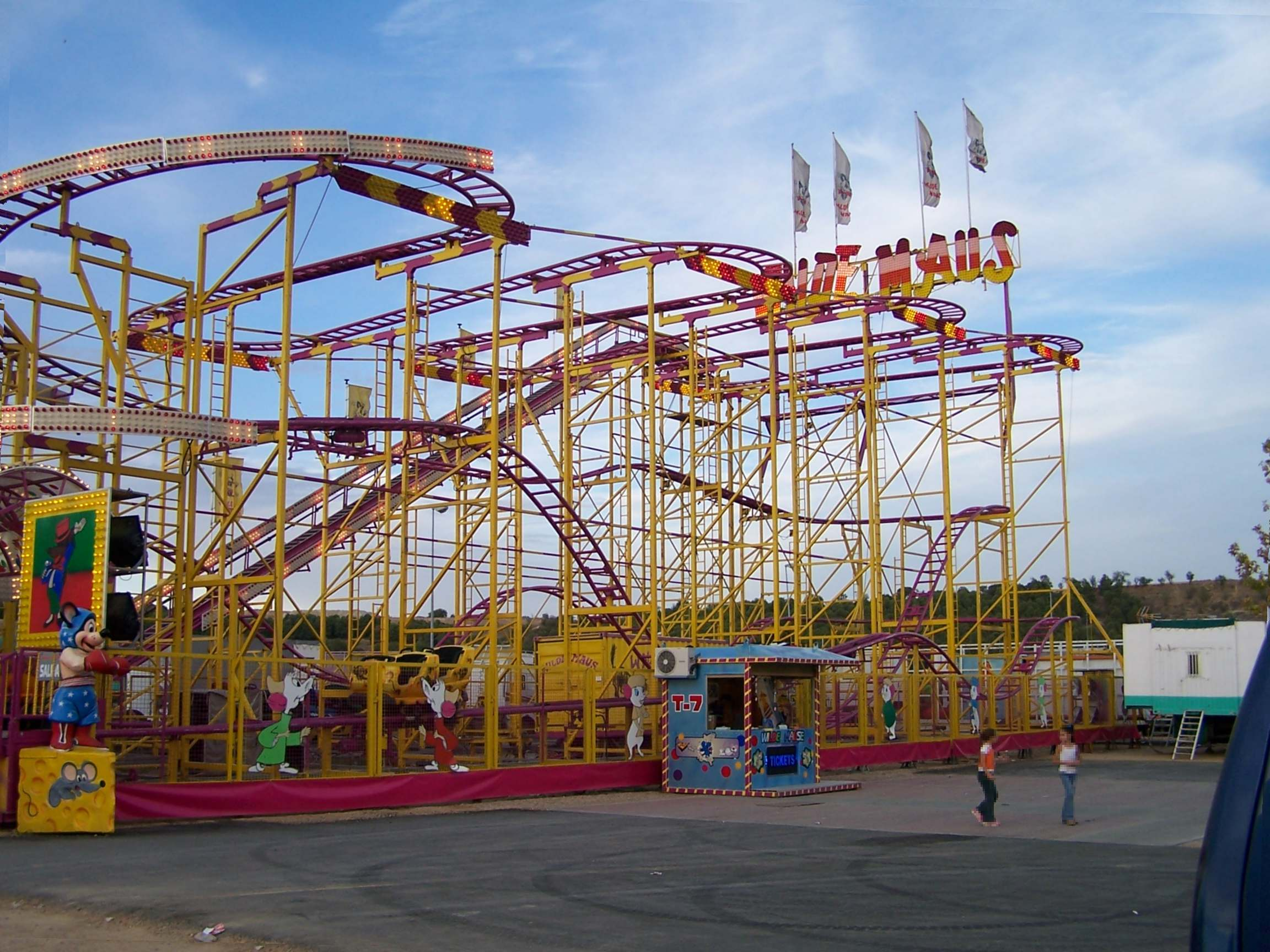
Wilde Maus

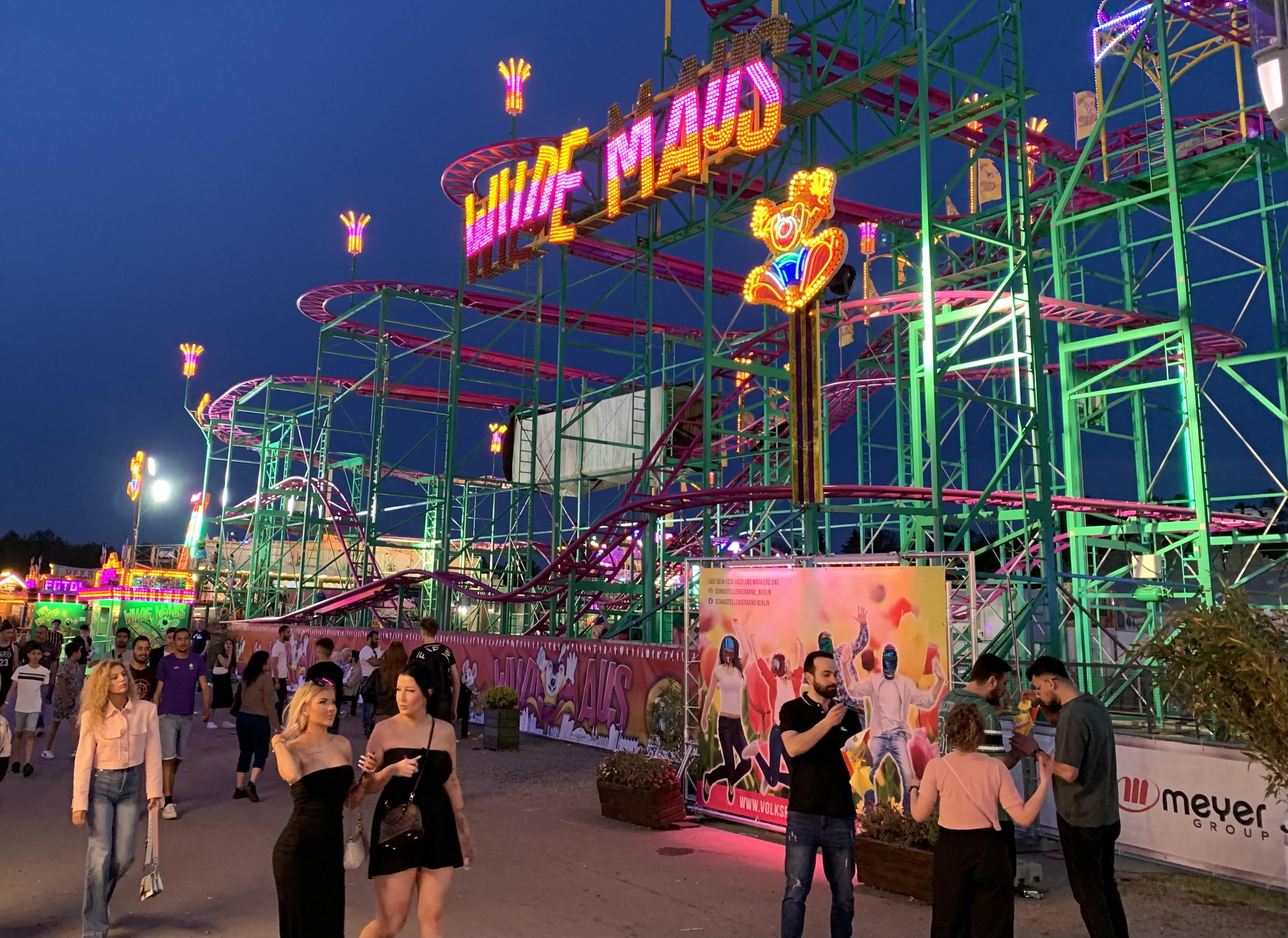
Die Wilde Maus auf dem 52. Berliner Frühlingsfest

Die Wilde Maus ist ein Typ einer Achterbahn meistens ohne Inversionen (Überschläge). 

## Details
Meist haben die Anlagen eine kompakte rechteckige Grundfläche. Typisch sind die sogenannten Mauskurven – relativ enge Kurven ohne Überhöhung und Übergangsbogen. Beim Durchfahren dieser Kurven soll der Eindruck entstehen, dass der Wagen aus der Kurve getragen wird oder man über die Kurve hinausfährt. Dieser Effekt wird dadurch verstärkt, dass der Wagen breiter ist als die Schiene und man sie als Mitfahrer in der Kurvenfahrt nicht mehr sieht. Als weitere Fahrelemente kommen kurze Abfahrten und kleine Hügel, sogenannte Bunnyhops, vor.
Bei Achterbahnen vom Typ Wilde Maus werden stets Einzelfahrzeuge eingesetzt, die mit maximal vier Personen besetzt werden können. Bei modernen Anlagen sind eingliedrige Wagen mit vier Plätzen in zwei Reihen üblich. Ältere Bahnen haben häufig Wagen für zwei Personen, bei denen die Mitfahrer hintereinander sitzen.
Die Bahnen benutzen ein Blocksystem mit mehreren durch Blockbremsen abgetrennten Streckenabschnitten. Dadurch können immer mehrere Wagen gleichzeitig fahren.
Es gibt sowohl Holz- als auch Stahlausführungen der Wilden Maus. Es sind sowohl stationäre Anlagen in Freizeitparks als auch transportable Anlagen für Volksfeste verbreitet. Teilweise sind die Bahnen doppelt mit spiegelbildlicher Streckenführung ausgelegt. Je nach Bedarf können dann beide oder nur eine einzelne Achterbahn aufgebaut werden.
Auffällig ist, dass viele Bahnen dieses Typs auch den Namen Wilde Maus bzw. die Entsprechung in der jeweiligen Landessprache tragen.

## Besondere Varianten

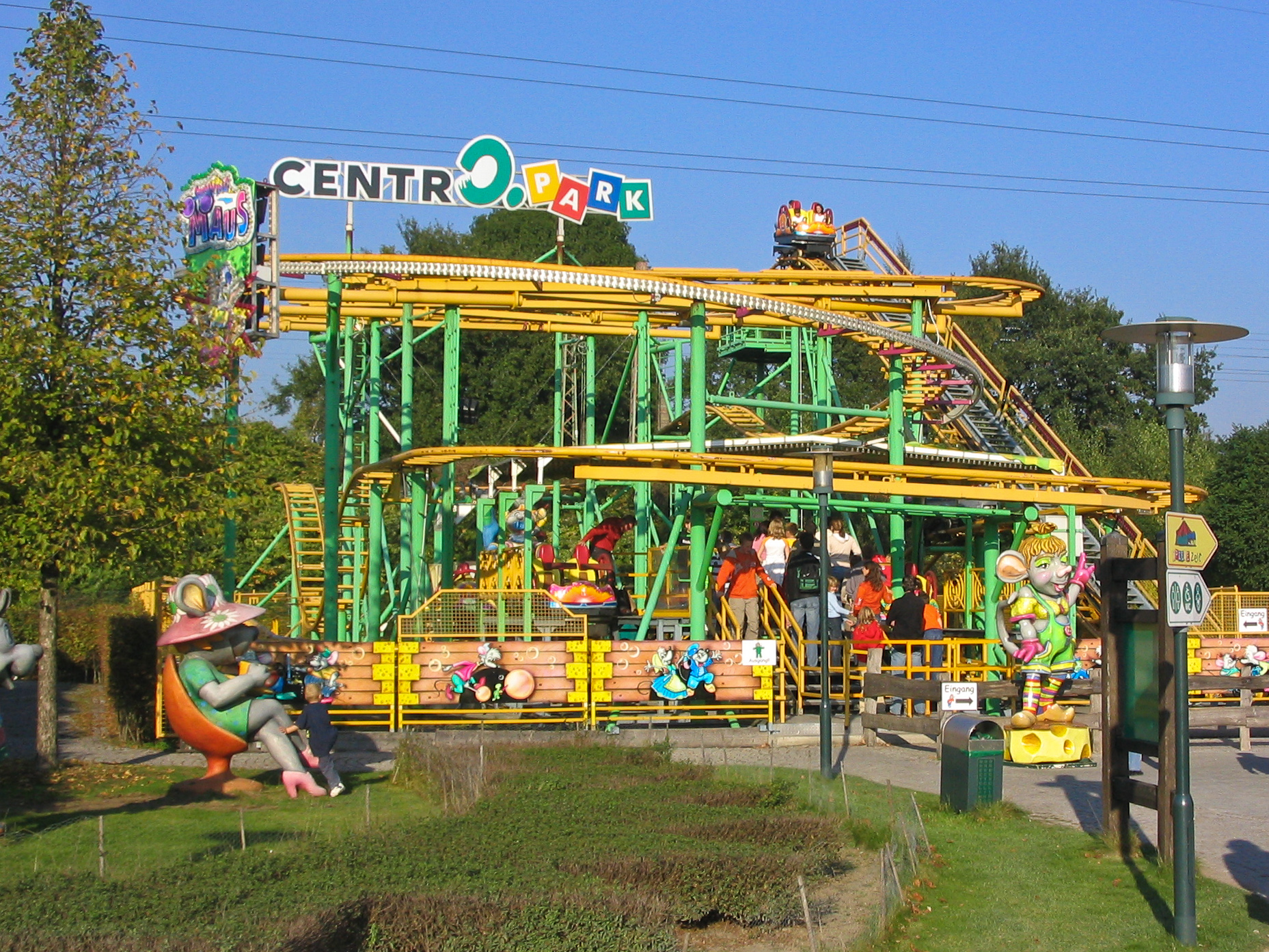
Speedy im Centro-Park, Maus mit drehenden Wagen

### Spinning Coaster
Bei einigen Wilden Mäusen gibt es auch Wagen, bei denen sich der mit den Sitzen bestückte Oberwagen gegenüber dem Unterwagen um die Hochachse dreht (sogenannte Spinning Coaster).

### Bobsled Coaster
Die Bobsled Coaster des Herstellers Gerstlauer Amusement Rides verfügen stellenweise über Mauskurven, zählen allerdings nicht zur Kategorie der Wilden Mäuse.

### E-Motion Coaster
Eine Weiterentwicklung der Wilden Maus ist der von seinem Hersteller (Mack Rides) so genannte e-Motion Coaster. Die Oberwagen sind auf dem Unterwagen bei dieser Bauart nicht nur auf der Hochachse drehbar befestigt, sie lassen sich auch bezüglich der Längs- und Querachse kippen. Verwendet werden Wagen mit sechs Sitzplätzen (drei Reihen zu zwei Sitzen). Ein Beispiel für einen e-Motion Coaster ist Tulireki im finnischen Linnanmäki.

### Looping Mouse
Auch wenn die meisten Wilde-Maus-Anlagen über keine Inversionen verfügen, gab es doch eine geringe Anzahl mit Inversionen. Beispiele dafür sind die beiden Looping-Mouse-Achterbahnen Crazy Mouse im Tobu Zoo Park (2009 geschlossen) und Jungle Park Amusement Park (2005 geschlossen) des japanischen Achterbahnherstellers Togo.

## Hersteller von Achterbahnen des TypsWilde Maus
- Arrow Dynamics
- L&T Systems
- Mack Rides
- Maurer Söhne / Maurer Rides
- Miler Manufacturing
- Reverchon
- Vekoma
- Zamperla

## Liste bekannter Auslieferungen

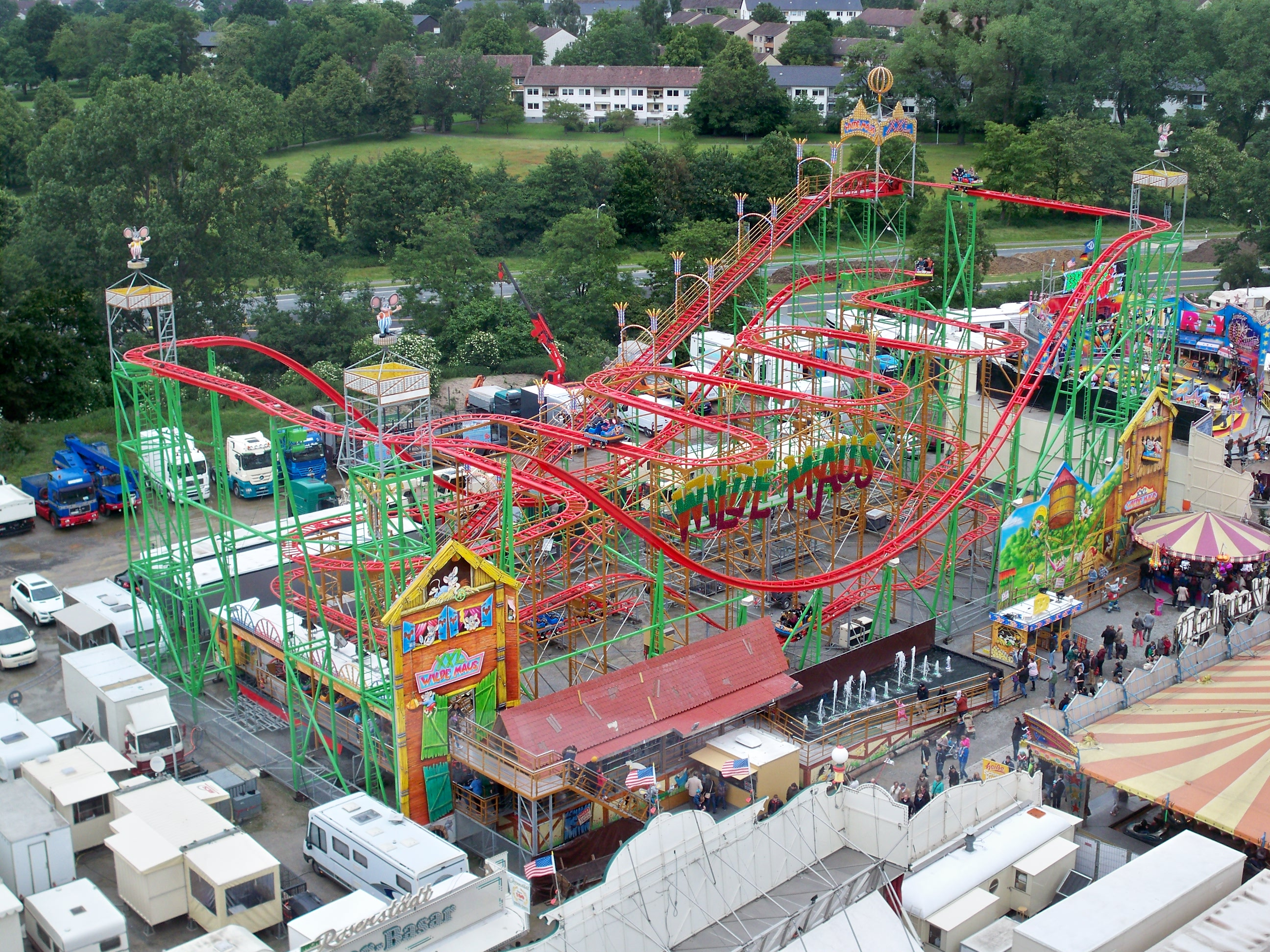
Wilde Maus XXL

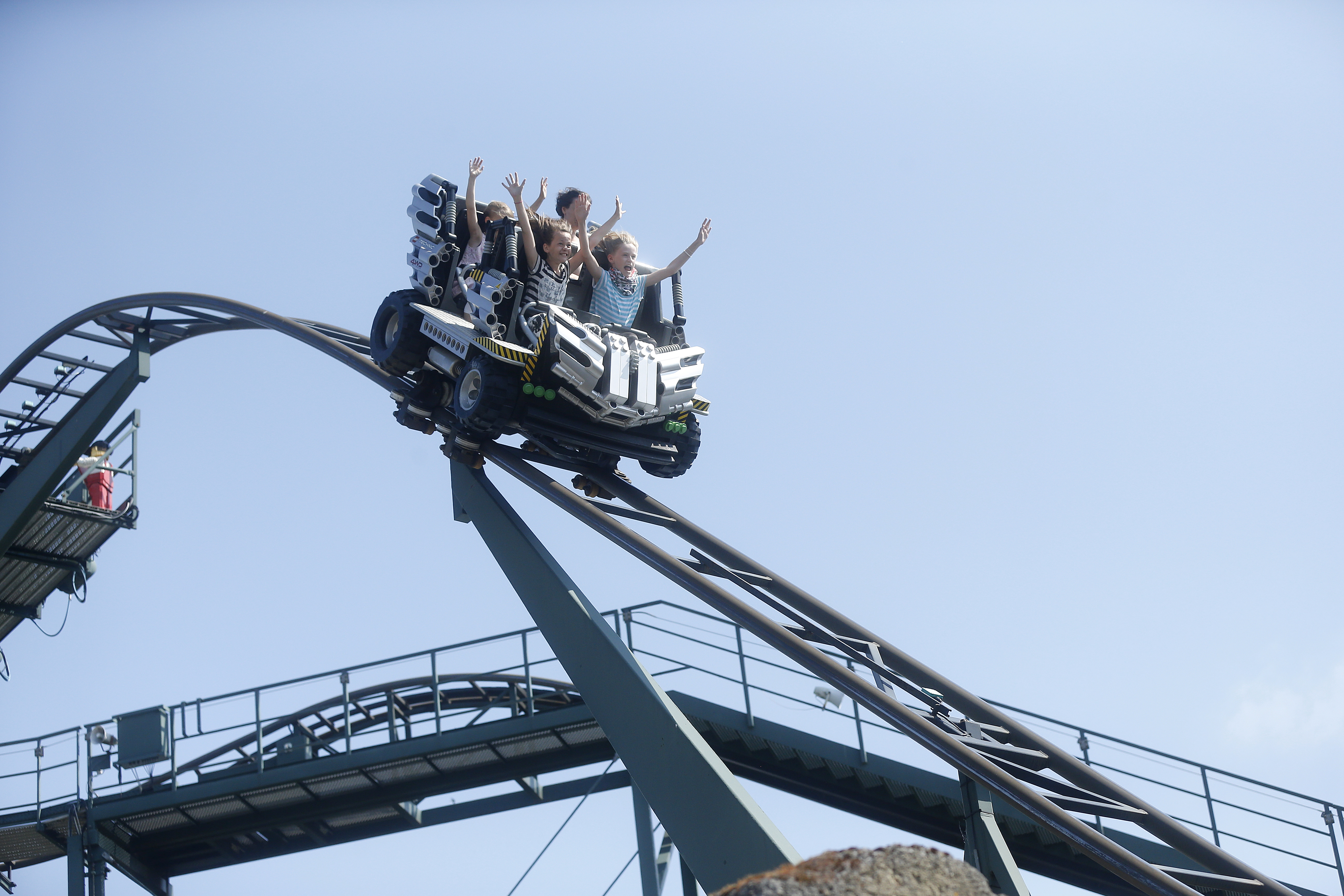
X-treme Racers im Legoland Billund

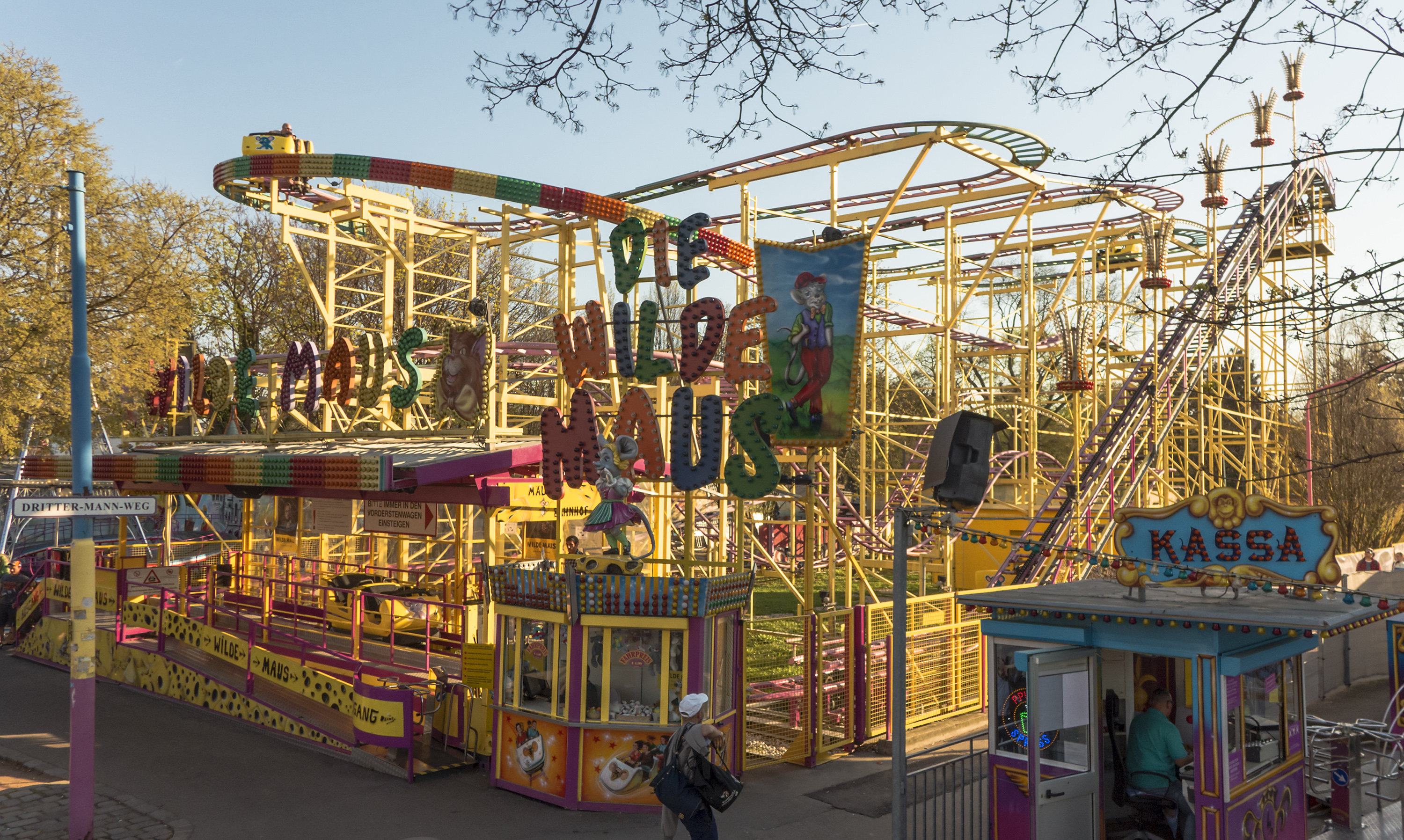
Wilde Maus im Wiener Prater

| Achterbahn              | Betreiber                   | Land                   | Eröffnungsjahr | Schließungsjahr                    | Hersteller   | Bemerkung |
| ----------------------- | --------------------------- | ---------------------- | -------------- | ---------------------------------- | ------------ | --- |
| Crazy Mine              | Hansa-Park                  | Deutschland            | 1997           |                                    | Maurer Rides | |
| Crazy Mouse             | Brighton Pier               | Vereinigtes Königreich | 2000           |                                    | Reverchon    | Spinning Coaster |
| Das Große LEGO Rennen   | Legoland Deutschland        | Deutschland            | 2002           |                                    | Mack Rides   | |
| Descente en Schlitt'    | Nigloland                   | Frankreich             | 2007           |                                    | Mack Rides   | |
| Dizzy Mouse             | Wiener Prater               | Österreich             | 1998           |                                    | Reverchon    | Spinning Coaster |
| Ghost Chasers           | Movie Park Germany          | Deutschland            | 2000           |                                    | Mack Rides   | bis 2004: Tom & Jerry's Mouse in the House, 2005–2007: Mad Manor                                                    |
| Goofy's Sky School      | Disney California Adventure | Vereinigte Staaten     | 2001           |                                    | Mack Rides   | bis 2010: Mulholland Madness                                                                                        |
| Great Lego Race         | Legoland Malaysia           | Malaysia               | 2012           |                                    | Mack Rides   | |
| Holly's Wilde Autofahrt | Holiday Park                | Deutschland            | 2010           | 2016                               | Maurer Rides | Seit 2017 als Käpt’n Jacks Wilde Maus im Eifelpark Gondorf.                                                         |
| Insider                 | Wiener Prater               | Österreich             | 2013           |                                    | Maurer Rides | Spinning Coaster, Dunkelachterbahn                                                                                  |
| Matterhorn-Blitz        | Europa-Park                 | Deutschland            | 1999           |                                    | Mack Rides   | Stahlachterbahn mit besonderer Thematisierung und Vertikalaufzug.                                                   |
| RidderStrijd            | Avonturenpark Hellendoorn   | Niederlande            | 2024           |                                    | Reverchon    | Spinning Coaster mit Ritter-Thematisierung. Fuhr von 1999 bis 2019 als Ratón Loco in Aztlán Parque Urbano (Mexiko). |
| SandSerpent             | Busch Gardens Tampa         | Vereinigte Staaten     | 2004           | 2023                               | Mack Rides   | Mit Afrika-Thematisierung.                                                                                          |
| Speedy                  | CentrO.PARK                 | Deutschland            | 2001           | 2010                               | Maurer Rides | Spinning Coaster. Fuhr vorher auf deutschen Volksfesten und seit 2011 als Spinner in Skara Sommarland.              |
| Speedy Bob              | Bobbejaanland               | Belgien                | 1998           | 2008 (die linke der beiden Bahnen) | Mack Rides   | Stahl-Doppelanlage als Parkversion.                                                                                 |
| Wild Mouse              | Blackpool Pleasure Beach    | Vereinigtes Königreich | 1958           | 2017                               | Inhaus       | Holzachterbahn |
| Wilde Maus              | Renate und Peter Münch      | Deutschland            |                |                                    | Mack Rides   | Stahl-Doppelanlage als transportable Version.                                                                       |
| Wilde Maus              | Taunus Wunderland           | Deutschland            | 1999           |                                    | Mack Rides   | Fuhr bis 2018 unter dem Namen Taunusblitz.                                                                          |
| Wilde Maus              | Wiener Prater               | Österreich             | 1997           |                                    | Maurer Rides | |
| Wilde Maus XXL          | Max Eberhard                | Deutschland            |                |                                    | Mack Rides   | Umgebaute Anlage mit zwei zusätzlichen großen Abfahrten.                                                            |
| X-treme Racers          | Legoland Billund            | Dänemark               | 2002           |                                    | Mack Rides   | |